# Nick at Nite
Nick at Nite (estilizado como nick@nite) es un bloque nocturno de comedia del canal Nickelodeon. Este bloque de programación está dirigido para toda la familia y la audiencia puede ver sitcoms de los años 1960, 1970, 1980, 1990 y 2000 a excepción de Latinoamérica, que últimamente solo retransmitía programas ya finalizados de Nickelodeon.
Del 13 de febrero de 2006 hasta el 4 de mayo de 2008, el eslogan del bloque en Latinoamérica fue Comedias de Comedias, pero desde su primer cambio de imagen el 5 de mayo de 2008, el bloque dejó de usar su eslogan. 
El bloque dejó de transmitirse en Latinoamérica desde el 1 de enero de 2015, manteniendo parte de su programación en las madrugadas pero como programación regular de Nickelodeon, mientras que la versión estadounidense del bloque, aún sigue al aire.

## Historia

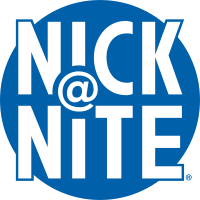
Logo de Nick@Nite usado en los Estados Unidos de 2002 a 2007, y de 2006 a 2008 en Latinoamérica.

Se estrenó por primera vez en Estados Unidos el 1 de julio de 1985. En Latinoamérica, se estrenó el 13 de febrero de 2006 con series clásicas de los años 60, 70 y 80.  Su estreno coincidió con la inauguración en la región del entonces nuevo bloque nocturno de Cartoon Network, Adult Swim, el cual también contaba con programación orientada al público adultos.
Nick at Nite empezó trasmitiendo las series ALF, Los Munsters, Hechizada, Mi Bella Genio, Mork y Mindy y Los hechos de la vida. El 1 de mayo de 2006, se estrenan las series Los Locos Addams, Dos perfectos desconocidos y ¡Ay! Como duele crecer. El 3 de junio de 2006, se estrena la serie Blanco y Negro y con base en su programación, ha hecho especiales de fin de semana como el EspeciALF (maratón de ALF), Addams vs. Munsters (maratón de Los Locos Addams y Los Munsters), Mujeres al Borde de un Ataque de Magia (maratón de Hechizada y Mi Bella Genio), Fin de Semana Nanu Nanu (maratón de Mork y Mindy), Fin de Semana sólo para Chicas (maratón de Los hechos de la vida), Fin de Semana sólo en América (maratón de Dos perfectos desconocidos) y Fin de Semana Muy Colorido (maratón de Blanco y Negro).
En agosto de 2006, se han presentado reestrenos de episodios no televisados en el bloque de las series ALF y Los Munsters. En ese mismo mes y año, Nick at Nite televisó por primera vez una película, Proyecto: ALF.
Entre los meses de diciembre de 2006 y enero de 2007, se estrenó el bloque NiteBots que muestra, en el transcurso del capítulo, trivias o comentarios, entre otros, acerca de las series de Nick at Nite. NiteBots dejó de emitirse tras el cambio de imagen en 2008.
El 5 de enero de 2007, la serie Dos perfectos desconocidos fue retirada del bloque, y durante el 2007, no hubo ningún estreno o cambio de programación en el bloque (a excepción del especial de series clásicas de Nickelodeon en septiembre de ese año).
Durante los días sábados y domingos de 2007, se mostraron "especiales" denominados "Fines de Semana" dedicados a una serie del bloque en especial, en el que se veían maratones de episodios del mismo. Un ejemplo de ellos fue el Fin de Semana Blanco y Negro (dedicado a la serie Blanco y Negro), realizado los días 26 de mayo y 27 de mayo de 2007.
En septiembre de 2007, durante una semana, el bloque transmitió un especial de una hora y media con clásicos de Nickelodeon, conformado por Clarissa lo explica todo, Las aventuras de Pete & Pete y Kenan y Kel. El 4 de febrero de 2008, las series Clarissa lo explica todo y Kenan y Kel fueron incorporadas a la programación del bloque. Por ese motivo, fueron retiradas del bloque las series Mork y Mindy, Blanco y Negro y Los hechos de la vida.
El 5 de mayo de 2008, se estrenaron El Príncipe de Bel-Air y Superagente 86, pasando a ¡Ay! Como duele crecer a los fines de semana.
El 2 de junio del mismo año, el bloque renovó su imagen y se sincronizó con la versión estadounidense del bloque. En los primeros meses después del cambio, al logotipo le hicieron varias modificaciones: primero era naranja y grande, luego pequeño, después un logotipo de color blanco y la última modificación del logotipo fue siendo más grande, con las letras naranjas y un fondo de color blanco, que se usó hasta el 2 de abril de 2010. 
El 3 de enero de 2009, Nick at Nite dejó de transmitir ¡Ay! Como duele crecer (en Brasil no se emitía por lo que no sufrió modificaciones ese mes), convirtiéndose así en el quinta serie clásica en ser removida del bloque.
En febrero de 2009, el horario de algunas series fue modificado, y algunos programas como Kenan y Kel o El Príncipe de Bel Air se emitían en bloques de una hora.
El 7 de marzo de 2009, se estrenó la serie de los años 1970 Días Felices (excepto en Brasil).
Del 6 de julio de 2009 al 2 de abril de 2010, el bloque pasó a transmitirse solamente de lunes a viernes en Latinoamérica debido al estreno de un nuevo bloque, Nick Hits, que pasó a ocupar el horario de Nick at Nite en los fines de semana. Su programación estaba compuesta por series animadas de producción propia producidos durante los años 90 e inicios de los 2000. Como consecuencia, las series Clarissa lo explica todo, Los Munsters y Los Locos Addams fueron retiradas del bloque, y las series Kenan y Kel y Días Felices, las cuales sólo se emitían los fines de semana, fueron trasladadas al horario de lunes a viernes. También se modificó el horario de las series Superagente 86, Hechizada y Mi Bella Genio.
Del 26 al 30 de octubre de 2009, se transmitieron a las 10:00 p. m. episodios de Halloween de El Príncipe de Bel-Air, ALF, Días Felices, Mi Bella Genio y Los Locos Addams (la cual se volvió a emitir luego de ser retirada en julio).

Logotipo de Nick at Nite, utilizado en Estados Unidos desde 2009 hasta 2013, y en Latinoamérica desde 2010 hasta 2014.

Logotipo de Nick at Nite, utilizado en Estados Unidos desde 2013 hasta 18 de septiembre de 2023.

El 5 de abril de 2010, el bloque volvió a cambiar su imagen junto con Nickelodeon en general, así mismo se integró la programación del bloque Nick Hits (qué fue eliminado de la programación), con lo que el bloque vuelve a emitirse los 7 días de la semana. Se integraron de lunes a viernes las series Manual de Supervivencia Escolar de Ned,  Zoey 101 y Drake & Josh (este último solo para la Zona Sur), y los Nicktoons Los Castores Cascarrabias y Oye Arnold (estos solo en la Zona Norte). Ya en los fines de semana, se agregaron los Nicktoons Bob Esponja (para las 2 zonas), Los Padrinos Mágicos, El Tigre: Las Aventuras de Manny Rivera y Meteoro: La Nueva Generación (estos tres solo para la zona Sur). Con estos cambios, salió del aire la serie Días Felices.        
El bloque dejó de usar cortinillas propias (con excepción de las que aparecen al inicio y fin de los cortes comerciales y el intro del bloque) y la publicidad de la programación regular de Nickelodeon ahora se emite también durante el bloque.
A partir del 7 de febrero de 2011, se dejaron de emitir Hechizada y Mi Bella Genio, las últimas series en seguir en el bloque y a casi 5 años de su lanzamiento en Latinoamérica.
Desde el 16 de abril de 2012, el bloque se redujo a 7 horas, emitiéndose entonces desde las 23:00.
El 1 de junio de 2012, ALF salió del bloque. Fue la serie que más tiempo se emitió en Nick at Nite, pues se estrenó desde el lanzamiento del mismo. En ese momento, la única serie de comedia clásica que quedó en la programación fue El Príncipe de Bel-Air.
El 30 de julio de 2012, la serie Kenan y Kel reemplazó a El Príncipe de Bel-Air que, a partir del 6 de agosto, salió del aire. Con esto, el bloque abandonó su concepto original convirtiéndose simplemente en un bloque que retransmite series de Nickelodeon que ya habían finalizado, pese a que algunas de ellas aún se transmiten en la programación regular del canal.
En algunas ocasiones, el bloque no fue transmitido debido a especiales de 48 horas realizados por Nickelodeon para algunas de sus Nicktoons o sus sitcoms.
El 1 de enero de 2015, el bloque desaparece de la programación de la señal latinoamericana de Nickelodeon tras casi 9 años de emisión.